# まりんか (お笑い芸人)
まりんか（1991年3月8日 - ）は、日本のお笑い芸人。太田プロダクション所属。

## 来歴・人物
島根県松江市出身。4人きょうだいの1人。中学卒業後に沢入国際サーカス学校へ進学、卒業してポップサーカスに所属し24歳で退団。約2年のニートを経てお笑い養成所への入学を思い立ち、太田プロエンタテイメント学院に11期生として入った。
芸名は自らの身長・150cmから、ロシア語で「小さい」を意味する『маленький（マリンキー）』と本名を合わせたものが由来。
女芸人No.1決定戦 THE W2020にて準決勝進出。
R-1グランプリでは、2022年大会から2年連続で準決勝進出。
趣味は絵画、動物フィギュア集め。4級海技士、航海機関1級小型船舶操縦士の資格を持つ。

## 芸風
サーカスで4年ほどピエロを演じていた経験を活かし、大道芸を披露しながらあるあるを言うネタを得意とする。先述の経歴から「サーカス芸人」とも言われている。

## 賞レース戦績
- 女芸人No.1決定戦 THE W2020 準決勝進出[6]
- R-1グランプリ2022 準決勝進出[7]
- R-1グランプリ2023 準決勝進出[8]
- おもしろ荘2025 パーツ芸メドレー 優勝

## 出演

### テレビ
- 新春!爆笑ヒットパレード2019（フジテレビ）- 「寿司ネタ争奪いいネタ選手権」コーナー出演
- 有吉の壁（日本テレビ）- 2019年9月30日（第1回若手予選会[10]）、2023年2月8日（直の先輩であるタイムマシーン3号の助っ人として出演[11]）
- ウチのガヤがすみません!（日本テレビ）
- そろそろ にちようチャップリン（テレビ東京）[9]
- 東京オーディション(仮)（TOKYO MX）
- かみひとえ（テレビ朝日）
- 東北魂TV（BSフジ）
- 朝生ワイド す・またん!（読売テレビ）
- ビートたけしの公開!お笑いオーディション（TBS）
- 村上マヨネーズのツッコませて頂きます!（関西テレビ）
- ニノさん（日本テレビ）- 2022年2月27日「運動神経良い人ダービー」出演[12]。
- あらびき団2夜連続SP 真夏の最強パフォーマー決定戦 （TBS）- 2022年8月2日
- 賞金奪い合いネタバトル ソウドリ〜SOUDORI〜（TBS）- 2022年8月15日深夜・8月22日深夜。8月15日深夜放送のDブロックを勝ち抜き、決勝へ進出[13]。
- 陣内バカリのピン芸人アップデート大作戦（関西テレビ・フジテレビ系）- 2022年10月10日[14]
- カチヘン（フジテレビ）- 2023年1月5日[15]

### 映画
- フード・ラック!食運（2020年11月20日公開、松竹）

### CM
- かっぱ寿司（2023年7月から、指原莉乃の友達役で「いやどっちも食べてるし」と台詞を発するバージョンに出演[16]）